# Église Saint-Cande-le-Jeune de Rouen
L'église Saint-Cande-le-Jeune est une ancienne église catholique située à Rouen, en France.

## Localisation
L'église Saint-Cande-le-Jeune est située dans le département français de la Seine-Maritime, sur la commune de Rouen, au 24 rue aux Ours.

## Historique
L'église fut édifiée en 1047 sous le vocable de saint Victor par Thomas de l'Épinay, seigneur du Neufbourg et Raoul de Tancarville, en mémoire d'un duel entre Thomas de l'Épinay et Jacques Duplessis, où ce dernier trouva la mort. Ce duel eut lieu parce que Duplessis avait publié un libelle, selon lequel Helvise de l'Épinay (sœur de Thomas et femme de Raoul) s'était prostituée.
Elle fut reconstruite et prit le nom de Saint-Cande-le-Jeune en 1588 lorsqu'elle reçut une partie des reliques de saint Cande. Elle était établie parallèlement à la rue aux Ours et était entourée par un terrain à usage de cimetière, très étroit du côté de la rue aux Ours et formant l'aître Saint-Cande au nord jusqu'à la rue du Petit-Salut.
Elle est désaffectée sous la Révolution à partir de mai 1791 et vendue le 18 février 1792 pour 125 000 livres à Louis-Thomas et François-Prosper Quesnel, négociants rouennais (leur père Nicolas Quesnel était propriétaire de l'hôtel Asselin contigu). La flèche (en bois revêtu de plomb) qui surmonte sa tour gothique est démolie la même année. En 1824, deux chapelles latérales, construites au XVIe siècle, furent démolies, ainsi que le porche, la sacristie et le pignon de l'abside.
En 1894, l'église est achetée par la société normande d'électricité qui ne conserve que le clocher utilisé comme pylône électrique.
Les restes de l'église sont inscrits au titre des monuments historiques en 1954.

### Statut de la paroisse
La paroisse Saint-Cande-le-Vieux constitue une exemption relevant de l'évêché de Lisieux. Elle regroupe les paroisses de Sotteville-lès-Rouen, Saint-Étienne-du-Rouvray, Petit-Couronne et celle d'Étrépagny.

### Iconographie
L'ouvrage d'Eustache de La Quérière propose de l'église dans son état de 1823 une estampe gravée sur cuivre d'Espérance Langlois (parution de 1858).